# Histoire de Lens

Les armoiries de la ville de Lens se blasonnent ainsi :
D'azur au château formé d'une tour d'or crénelée de cinq pièces, ouverte et ajourée de sable, l'ouverture chargée d'un globe d'or cerclé, cintré et croisé d'or, la tour flanquée de deux tourelles du même ouvertes et ajourées de sable, le tout accosté de deux fleurs de lis d'or.
Ornements extérieurs : croix de chevalier de la Légion d’honneur ; Croix de guerre 1914–1918 avec palme ; Croix de guerre 1939–1945.

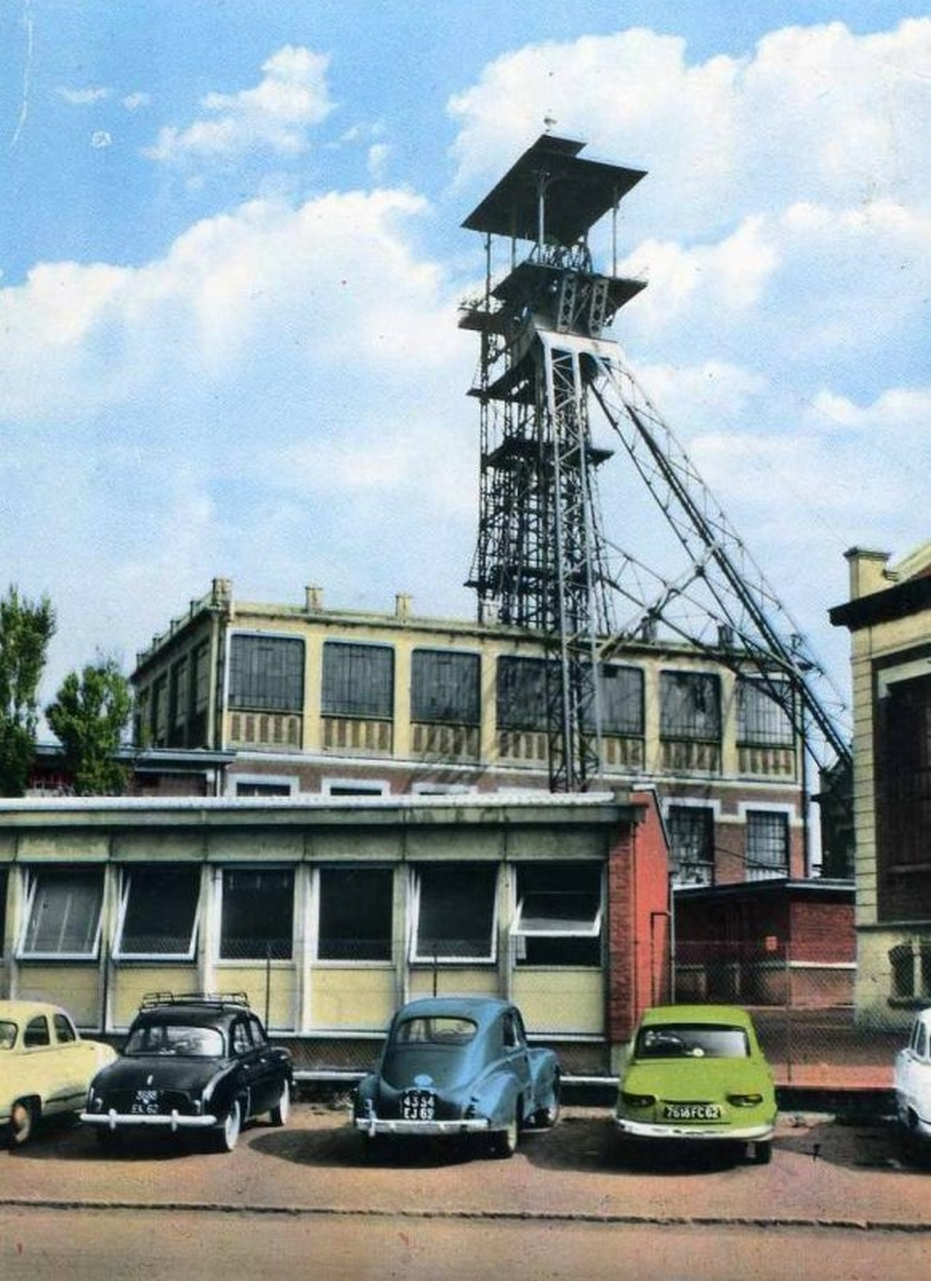
Fosse n° 4 des mines de Lens dans les années 1960.

L'histoire de Lens, commencerait, en l'état actuel des connaissances, au haut Moyen Âge. La première mention d'un lieu nommé Lens apparaît à l'époque mérovingienne sous la forme Lenna Cas qui signifierait « Forteresse des Sources ». La ville entourée de remparts subit plusieurs sièges au Moyen Âge et à l'époque moderne.
Mais c'est la découverte de gisements de charbon, en 1841 qui fit basculer la ville dans l'ère industrielle : Lens connut une forte croissance démographique, son paysage fut transformé, les puits de mines avec leurs chevalets et les cités ouvrières, les corons, donnèrent un nouveau visage à la ville pour plus d'un siècle. Totalement détruite au cours de la Première Guerre mondiale, Lens fut reconstruite pendant l'entre-deux-guerres. Meurtrie à nouveau au cours de la Seconde Guerre mondiale, Lens se redressa mais le déclin de l'activité charbonnière puis l'arrêt total de l'exploitation en 1986 obligèrent la ville comme l'ensemble du bassin minier à se reconvertir pour tenter d'endiguer le déclin.
Enfin, l'histoire de la ville est indissociable de celle de son club de football, le Racing Club de Lens fondé en 1906 dont les résultats de ses différentes équipes sur le plan national comme international ont donné aux Lensois des motifs de fierté.

## Antiquité
En 1755 des médailles impériales romaines furent retrouvées sur le territoire de Lens. En 1804, ce fut une tombe renfermant deux vases ou lacrymatoires de verre qui fut mise au jour, et en 1842, on retrouva une statuette en bronze du dieu Mars. Ce sont les seules vestiges gallo-romains retrouvés à Lens.

## Moyen Âge

### Lens entre Flandre et Artois
Nommée pour la première fois à l'époque mérovingienne, Lens, au centre de la Gohelle, fut par la suite le siège d'une châtellenie dépendant, dans un premier temps des comtes de Boulogne. La ville est fortifiée à l'époque carolingienne pour se protéger des invasions vikings. Eustache II de Boulogne a été certainement le seigneur de Lens le plus célèbre. En 1057, il épouse Ide de Bouillon. En 1066, il participe à la bataille d'Hastings au côté de Guillaume le Conquérant. En 1071, Eustache prend part aux conflits à propos de la succession de Flandre et meurt en 1095. Sa veuve, Ide, femme très pieuse fait de nombreuses donations aux églises, monastères et hôpitaux de la région. Béatifiée après sa mort, elle devient la patronne de Lens. Les trois fils d’Eustache II et d’Ide de Bouillon, Eustache, Godefroy et Baudouin prennent part à la première croisade et à la prise de Jérusalem en 1099.

### Lens sous l'autorité du roi de France
La ville de Lens au XIIe siècle relève du comté de Flandre. En 1192, la place est concédée à la couronne par son nouveau vassal, le comte de Boulogne, Renaud de Dammartin.
Au XIIIe siècle, le roi Louis VIII lui octroie une charte communale, en 1209. La commune possède son échevinage et sa milice. Elle était également le siège d'une prévôté et d'un bailliage. La charte communale permet au maïeur et aux échevins de Lens de nommer leurs successeurs tous les quatorze mois. Elle autorise, également le château de la commune à appliquer les mêmes lois et coutumes que celles d'Arras. Les franchises et les libertés communales furent confirmées en 1248, 1292 et 1302 par les comtes d'Artois.
Lieu de foires et de marchés, Lens acquiert une certaine importance sur le plan commercial, par la Deûle, les marchandises en partent ou y arrivent. Sur cette rivière se trouvaient quatre moulins ; un moulin à vent était situé sur les remparts.

### Lens sous l'autorité du duc de Bourgogne
Pendant la Guerre de Cent Ans, Lens subit l'hostilité des comtes de Flandre. mais, le mariage du duc de Bourgogne, Philippe le Hardi avec Marguerite de Flandre, héritière des comtés de Flandre et d'Artois fait entrer Lens dans les Pays-Bas bourguignons jusqu'à la mort de Charles le Téméraire, en 1477.
En 1415, Henri, Jean et Philippe de Récourt dits de Lens combattirent à la bataille d'Azincourt et y trouvent la mort.
En juin 1478, après la mort du duc de Bourgogne Charles le Téméraire, Lens est une nouvelle fois assiégée, incendiée et détruite par les troupes du roi de France Louis XI qui cherche à se rendre maître de l'Artois. Après la bataille de Guinegatte du 4 août 1479, Louis XI fait exécuter cinquante prisonniers, en guise de représailles après la défaite française face aux Bourguignons.

## Époque moderne

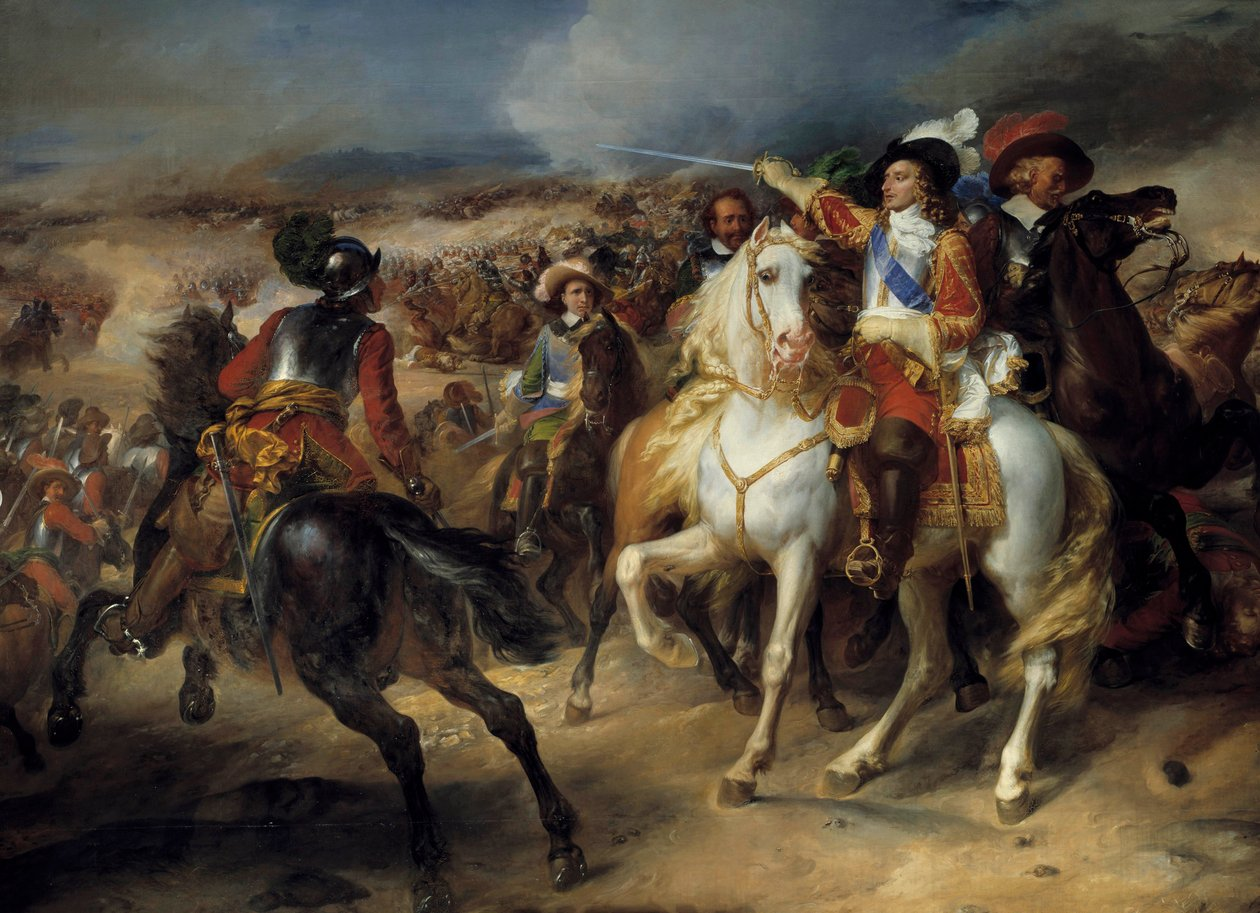
Bataille de Lens, 20 août 1648 de Jean-Pierre Franque (1835/1837), Galerie des Batailles, Château de Versailles.

### Lens entre Espagne et France
Aux XVIe et XVIIe siècles, Lens fut territoire espagnol avec l'avènement de Charles Quint, héritier par son père, Philippe le Beau, des Pays-Bas bourguignons et par sa mère, Jeanne la Folle, des couronnes de Castille et d'Aragon. La ville fut prise et reprise sept fois en moins d'un siècle. Elle était retombée en 1646, au cours de la guerre de Trente Ans, aux mains des Espagnols.
La place forte de Lens, située dans une plaine, avait une muraille terrassée, garnie de tours, et un fossé sec large et profond avec un chemin couvert. En 1647, le maréchal de Gassion entreprit d'en faire le siège. La ville tomba le 3 octobre 1647,.
Le 20 août 1648, dans la plaine de Lens, le Grand Condé remporta une nette victoire sur les Espagnols. Cette victoire laissait cependant la ville totalement ruinée. La guerre entre la France et l'Espagne se poursuivit après les Traités de Westphalie mettant fin à la guerre de Trente ans, en 1648 ; elle prit fin en 1659, par le Traité des Pyrénées par lequel l'Artois devenait territoire du royaume de France. La reconstruction de Lens pouvait commencer.

### Lens sous l'Ancien Régime
Depuis le Moyen Âge, La ville de Lens, en plus du château, était protégée par des remparts garnis de tours et percés d'au moins deux portes, la porte du Bourg ou porte d'Arras et la porte de Magdelaine ou porte Pesquebeuf. Les établissements religieux étaient au nombre de trois : un collège de 12 chanoines et 18 chapelains qui desservaient la collégiale Notre-Dame, un couvent de cordeliers ou récollets, un couvent de sœurs grises, tous trois disparus à la Révolution française. L'hôpital de la Cauchie fondé au XIIIe siècle fut rattaché à l'hôpital du Bourg, sous le règne de Louis XIV.
Le démantèlement des fortifications de la ville se déroula de 1652 à 1657, sur ordre du roi.
En mai 1776, fut posée la première pierre de l'église Saint-Léger de Lens, les frères Leclercq d'Aire-sur-la-Lys en furent les architectes. L'église fut, inaugurée le 18 janvier 1780.

## Époque contemporaine

### Lens auXIXesiècle, la découverte et l'exploitation du charbon

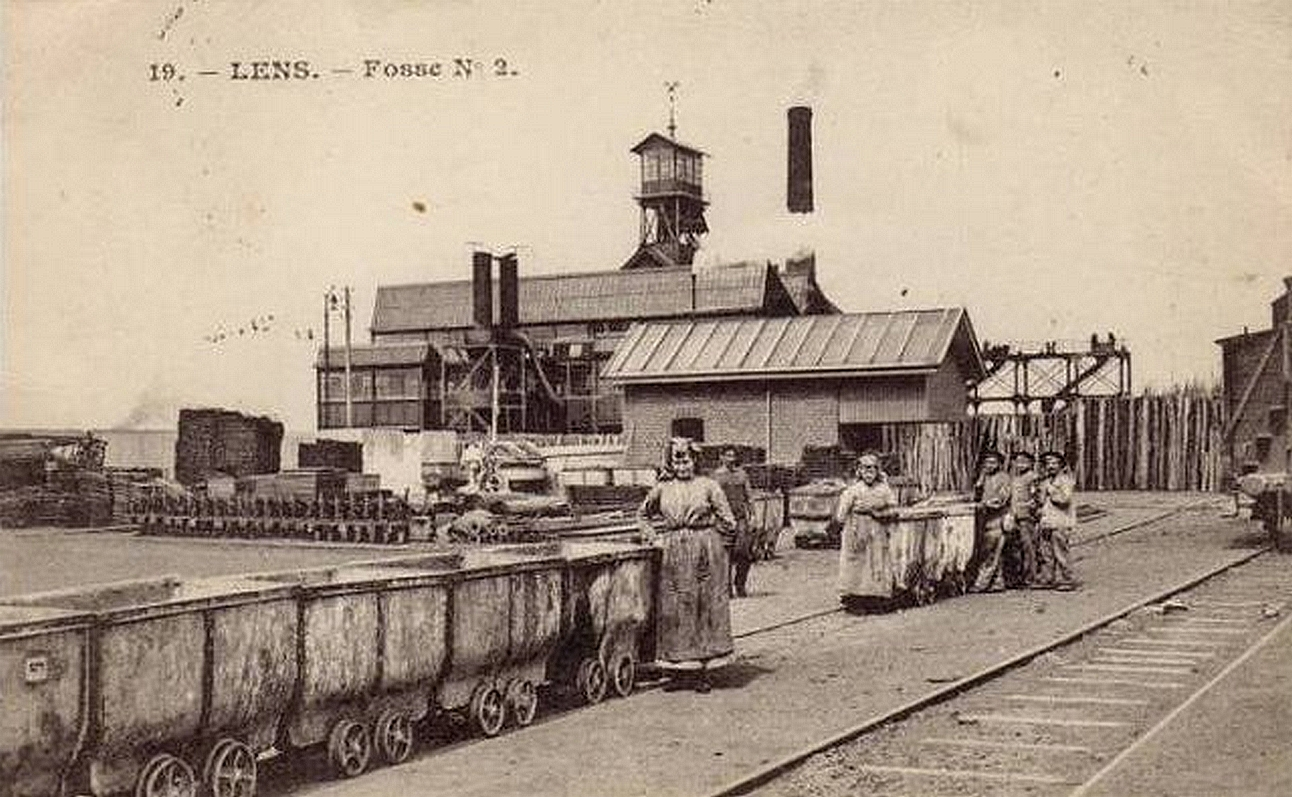
La fosse n° 2 dite Grand Condé au début du XXe siècle.

#### Fertilisation de la plaine de Lens
Jusqu'au début du XIXe siècle, la plaine de Lens était peu favorable à l'agriculture, la couche de terre arable y est très mince, la craie imperméable qui affleure au moindre labour transformait les terrains en marais en automne, en hiver et au printemps. Guislain Decrombecque, cultivateur, entreprit d'enrichir la terre par de la fumure de son invention et d'ainsi rendre fertile la terre. Il devint maire de sa ville natale pendant dix-neuf ans, de 1846 à 1865.

#### Exploitation du charbon
C'est la découverte du charbon à Oignies, en 1841 et son exploitation qui transformèrent la ville et ses environs. La Compagnie des mines de Lens, créée en 1852, connut un essor considérable et la ville, une forte croissance démographique : de 2 365 h en 1800, la commune de Lens atteignait 24 370 h en 1901.
La Compagnie des mines de Lens se développa fortement sous la direction d'Élie Reumaux, la production passa de 350 000 tonnes de houille pour deux puis, en 1866 à une production de quatre millions de tonnes en 1913, pour seize puits.

### Le mouvement ouvrier à Lens avant 1914

#### Socialistes et anarcho-syndicalistes lensois
Le mouvement ouvrier à Lens se structura avec le Parti ouvrier français (P.O.F.) et du syndicat des mineurs, à partir de 1882 sous l'impulsion d'Émile Basly et d'Arthur Lamendin tous deux ouvriers mineurs. En 1886, fut créée à Avion, une section du P.O.F. et en 1888, fut créé à Lens, le premier syndicat des mineurs.
En 1891, Émile Basly devint président du Syndicat des mineurs du Pas-de-Calais. Il fut élu député en 1891 et avec Arthur Lamendin, député lui aussi, fit adopter les lois sur les caisses de secours (26 juin 1894), sur les caisses de retraite (29 juin 1894), sur les accidents du travail (1898). Émile Basly fut maire de Lens de 1900 à 1928,.
En 1902, le militant anarcho-syndicaliste Benoît Broutchoux arriva à Lens et se fit embaucher à la mine. En octobre, une grève éclata pour obtenir la Journée de huit heures. Benoît Broutchoux, partisan de l'action directe et de la grève générale, s'opposa au « vieux syndicat » des mineurs contrôlé par Émile Basly. A sa sortie de prison en 1903 il fonda le « Jeune syndicat », la Fédération syndicale des mineurs du Pas-de-Calais affiliée à la CGT et devint le rédacteur du journal Le Réveil syndical puis de « L'Action syndicale.

#### Catastrophe de Courrières
Le 10 mars 1906, la catastrophe de Courrières, provoqua la mort de 1 099 mineurs. La grève déferla sur tout le bassin minier, les deux syndicats s'affrontèrent, Benoît Broutchoux fut arrêté alors qu'il marchait avec 2 000 grévistes de la Maison du peuple vers la mairie de Lens.

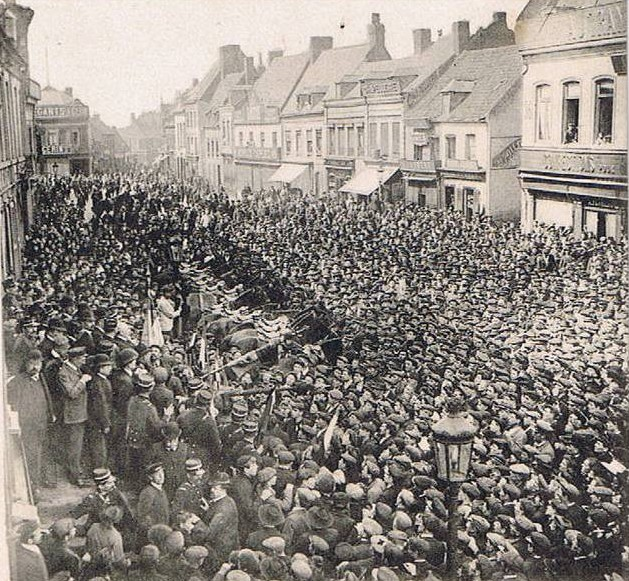
Grève à Lens le 14 mars 1906
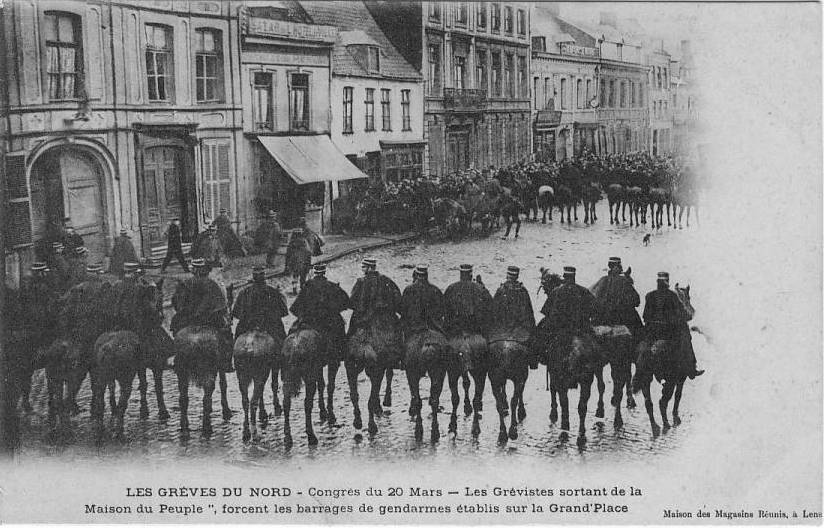
À la maison du peuple les grévistes forcent le barrage de police le 20 mars 1906
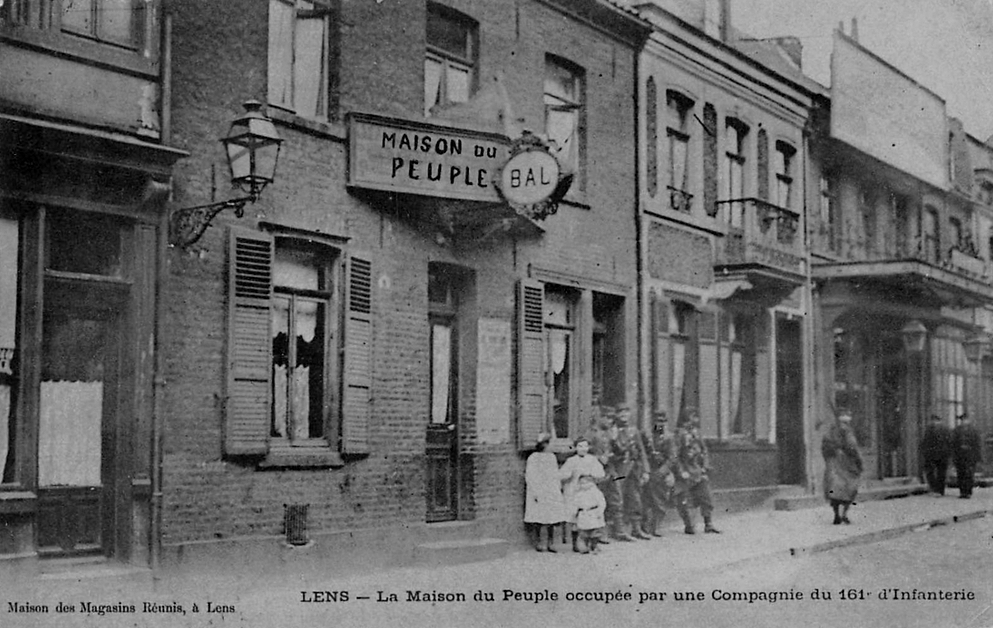
La maison du peuple occupée par le 161e régiment d'infanterie

Confronté à la grève qui fit suite à la catastrophe de Courrières (plus de 1 000 morts), le ministre de l'Intérieur Georges Clemenceau refusa d'envoyer, comme c'était l'usage, la troupe de façon préventive, c'est-à-dire dès que la grève se déclarait, mais se rendit le 16 mars en automobile à Lens. Il rencontra à la mairie les représentants du vieux syndicat et leur fit part de son intention d’envoyer des troupes pour protéger les fosses d’agitateurs susceptibles de se livrer à des actes regrettables. Les délégués Evrard et Beugnet protestèrent. Le ministre lança un appel au calme, affirmant que le gouvernement ferait son possible pour éviter les heurts entre grévistes et forces de l’ordre. Un accord fut conclu de faire garder les puits de mine par l’armée. Benoît Broutchoux étant absent, son adjoint, Plouvier accepta la proposition de Clemenceau mais lui demanda d'aller parler aux grévistes ce qu'il fit. Le calme n'étant pas rétabli à cause des carences dans l'organisation des secours, le ministre de l'Intérieur mobilisa 30 000 gendarmes et soldats et envoya treize trains de renforts militaires ; de nombreuses arrestations eurent lieu.
L’administration centrale du Syndicat des mineurs du Pas-de-Calais se trouvait à Lens, à la Maison syndicale des mineurs construite en 1911.

### Naissance et essor du football à Lens

Fondé en 1906 sous le nom de Racing Club lensois, le club prend son nom actuel en 1969. En 2023, le club lensois compte deux titres nationaux majeurs à son palmarès : le championnat de France en 1998 et la Coupe de la Ligue en 1999. A l'échelle européenne, le club s'est hissé à deux reprises en Ligue des Champions, lors des saisons 1998-1999 et 2002-2003, atteignant les demi-finales de la Coupe de l'UEFA 2000 avant de remporter la Coupe Intertoto 2005.
Le club joue avec un statut professionnel depuis 1934, malgré une année en amateur entre 1969 et 1970 à la suite de mauvais résultats et de difficultés financières.

### Première Guerre mondiale, Lens et ses environs dévastés
Pendant la Première Guerre mondiale, la région de Lens fut occupée de 1914 à 1918 par les Allemands. La ville, située à proximité du front, a énormément souffert de la Première Guerre mondiale. En octobre 1914, elle connut l'invasion allemande puis jusqu'en 1918, l'occupation, pendant laquelle elle fut un centre logistique important pour l'armée allemande. Elle fut durant cette période très largement pilonnée par des obus de tout calibre dont un grand nombre n'ont pas explosé, ce qui rendit la reconstruction dangereuse. Avant leur fuite, les occupants noyèrent et détruisirent tous les puits de mines. Totalement ruinée en 1918, sa population diminua de moité. Il fallait tout reconstruire.

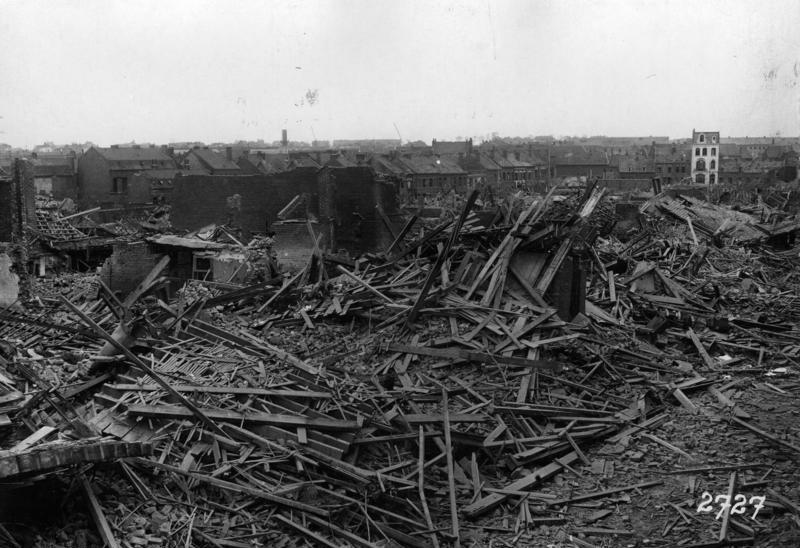
Les ruines de maisons de bois, Lens, 1914.
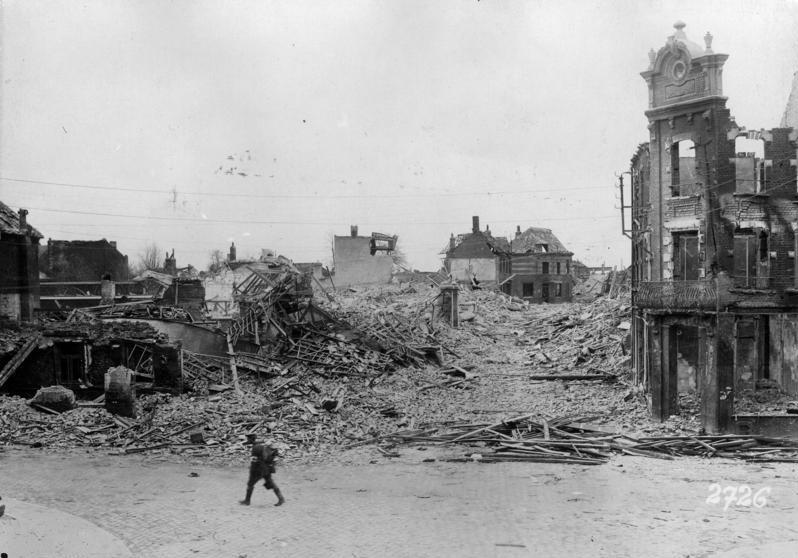
Lens en 1914.
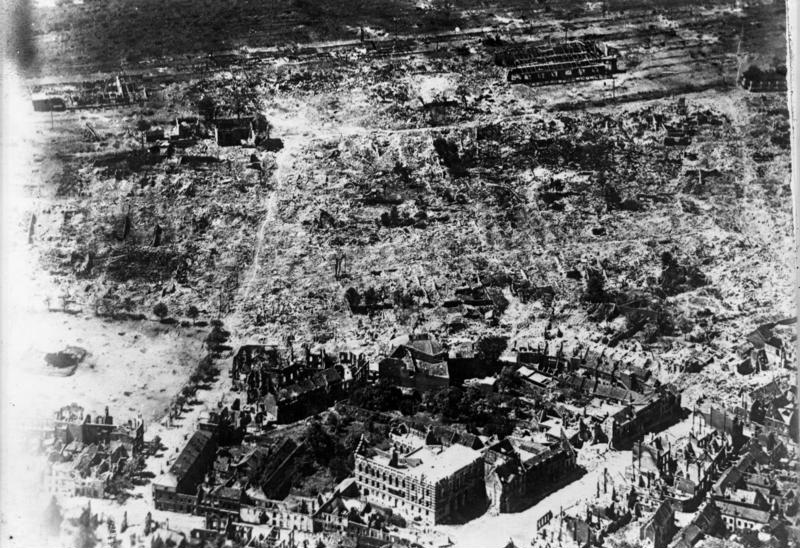
Lens en 1917.
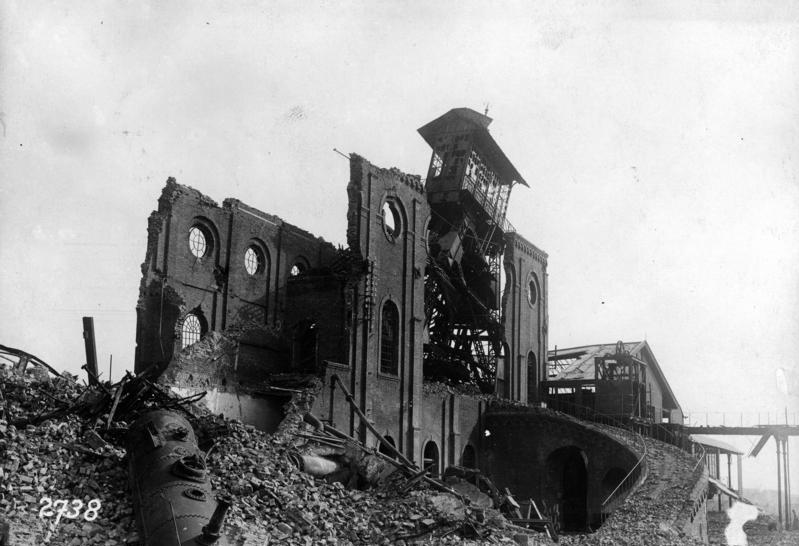
La destruction des mines (photo allemande ; entre 1914 et 1918).

### Reconstruction de l'entre-deux-guerres
Fin 1918, alors que les premiers habitants reganaient la ville, un habitat précaire se mit en place. L'hiver arrivait et le papier et le carton bitumé manquaient, de même que la nourriture pour les habitants, les prisonniers et le groupe d'ouvriers chinois qui nettoyaient et reconstruisaient la ville, alors que la grippe espagnole faisait des ravages, emportant de nombreux hommes qui avaient échappé à la mort sur le front, ainsi que des femmes et des enfants. Début septembre 1919, les Pays-Bas offrirent des maisons de bois à 300 familles lensoises (et à 200 familles de Liévin).
Après la Première Guerre mondiale, Félix Bollaert, président de la Compagnie des mines de Lens, participa activement à la reconstruction d’une entreprise en ruine : toutes les constructions étaient détruites, les routes et les chemins de fer n’existaient plus, les puits dynamités étaient inondés, les galeries souterraines à demi effondrées.
Le monument aux morts fut édifié sept ans plus tard, sur la place du Cantin, par Augustin Lesieux, marbrier et sculpteur à Paris, avec la collaboration de l'architecte Barthelet et d’ouvriers spécialisés. Il fut inauguré le 30 mai 1925 devant environ 100 000 personnes et le président de la Chambre des députés (Édouard Herriot). Il rendit hommage aux mineurs de fond, par un bas-relief présentant une galerie de mine au boisage brisé et envahie par les eaux, ainsi qu'aux ouvriers qui, au retour de la guerre, retrouvèrent leur outil de travail rasé par des bombardements.
Les dommages de guerre octroyés par l’Etat permirent à la ville de se reconstruire. La municipalité élabora un plan d’alignement, d’aménagement et d’extension : redressement et élargissement des rues, disparition des passages à niveau, amélioration de l'hygiène (tout à l'égout...) et embellissement de la ville. Les marais asséchés et comblés furent intégrés au plan d’extension de la ville. L’église Saint-Léger, l’hôtel de ville, les bureaux de la Compagnie des mines  la gare furent reconstruits. Les matériaux employés pour la reconstruction furent essentiellement la brique, le béton armé et la tuile.
Les propriétaires d’immeubles se sont regroupés dans une coopérative de reconstruction « l’Union des propriétaires sinistrés de Lens », qui fonctionna du 5 août 1921 au 6 juillet 1932 pour amoindrir les coûts de construction.
La période qui suit la Grande Guerre va voir l'influence de Lens grandir, de même que sa démographie. Cet essor est symbolisé par la construction des Grands Bureaux de la Société des mines de Lens à la fin des années 1920, un bâtiment qui montre la puissance industrielle de la ville.

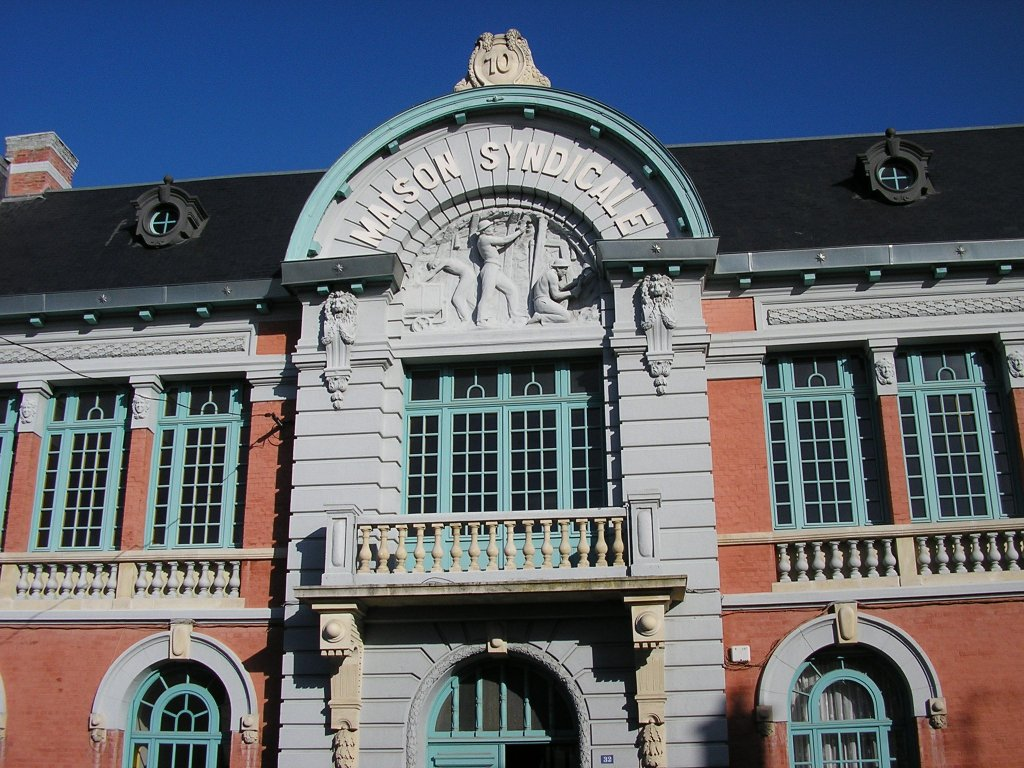
La Maison syndicale (2005).
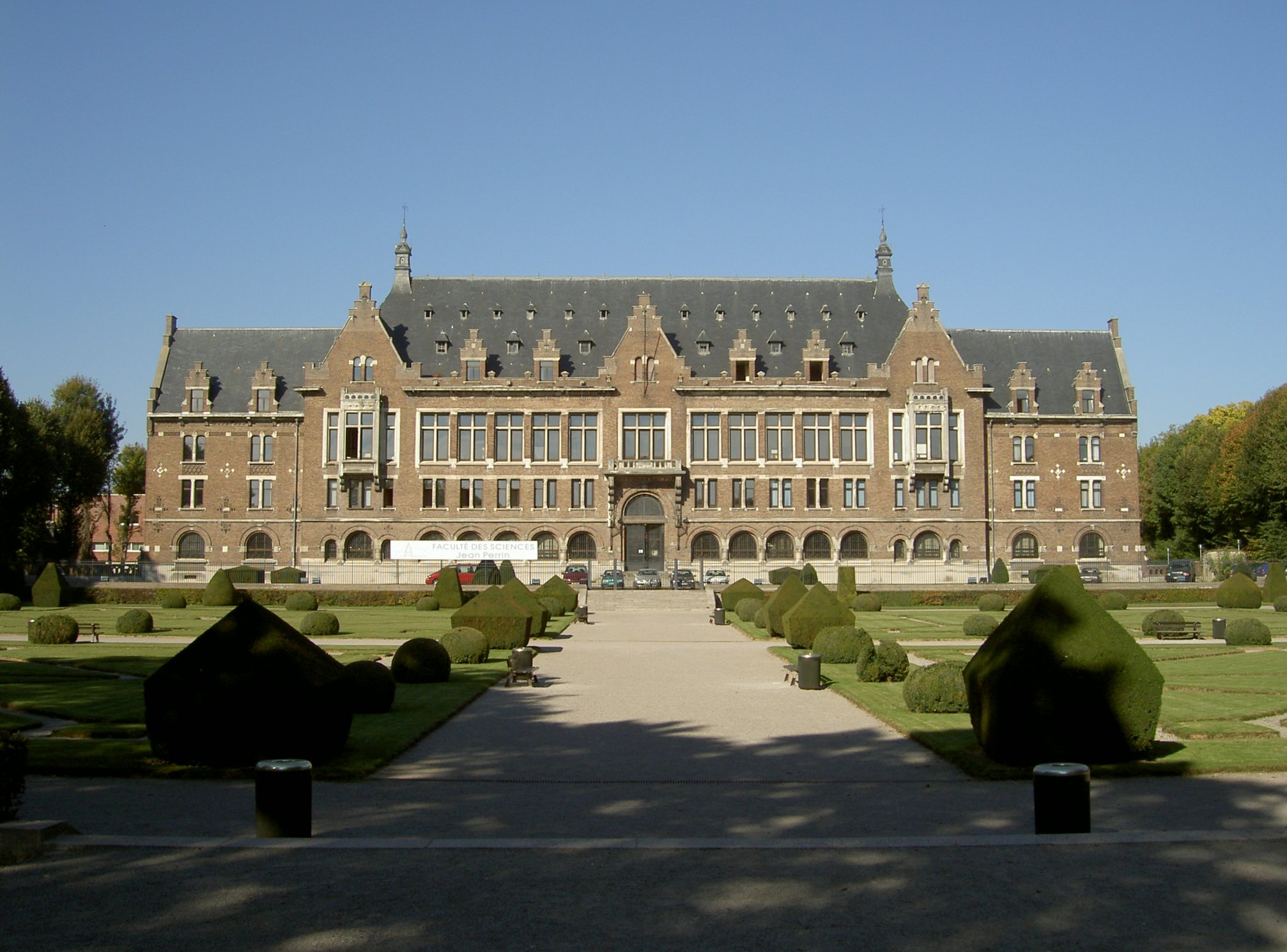
Les anciens bureaux des Houillères aujourd'hui Université d'Artois.
La gare de Lens.
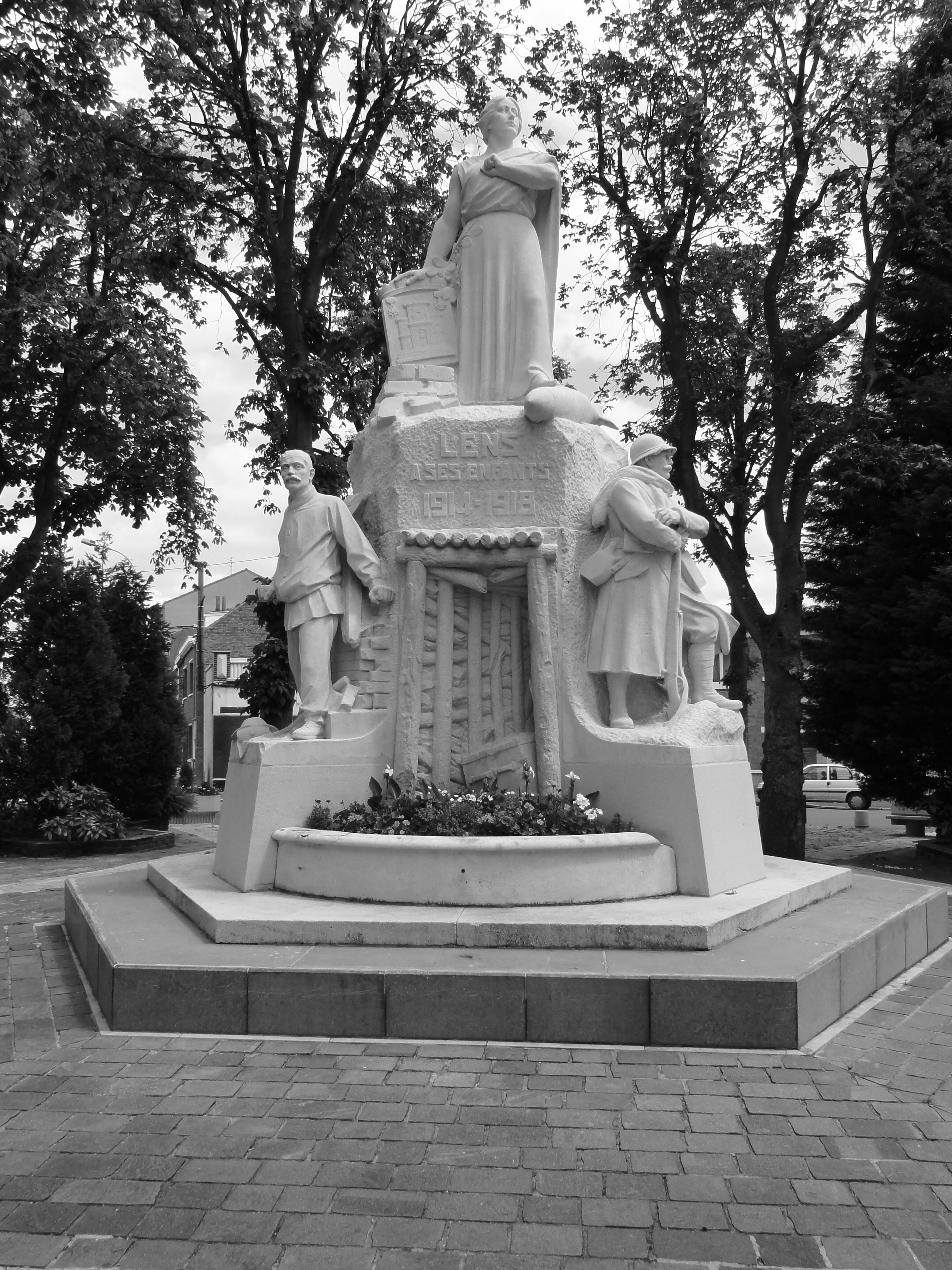
Le monument aux morts.

### Communauté polonaise de l'agglomération de Lens
Après la Grande Guerre, dès septembre 1919, au lendemain de la signature d’une convention entre la France et la Pologne, de nombreux travailleurs polonais arrivèrent dans le Bassin minier du Nord de la France, venant de Westphalie où il travaillaient déjà dans les mines de charbon. Dans l'agglomération lensoise, une importante communauté polonaise, soudée, ancrée dans ses traditions et très attachée à la religion catholique, se fixa. Elle se réunit autour de la chapelle Sainte-Élisabeth de la fosse no 1.
L'immigration polonaise a fortement influencé les traditions minières et culturelles en France. Dans tous les bassins miniers, des mesures furent prises pour favoriser les liens sociaux entre les immigrés afin de favoriser leur productivité. C'est ainsi que des cités minières furent construites pour les familles d'immigrés, un enseignement et un encadrement religieux spécifiques furent mis en place.
Certaines associations créées en Westphalie furent transférées en France avec parfois les mêmes personnes. L'instituteur et le curé venaient avec les mineurs. Michał Kwiatkowski transfèra à Lens, en 1924 le quotidien Narodowiec (fondé à Herne en 1909). Le premier numéro sortit des presses régionales le 12 octobre de la même année. Le journal écrit en polonais accompagna les nombreux mineurs polonais qui se s'installèrent dans la région et plus largement la polonia (diaspora polonaise). Sabordé en 1940, le quotidien ne fut de nouveau imprimé qu'à la Libération. Il cessa de paraître en 1989.
Le 14 août 1927, symboles de la reconstruction de la ville et de la marche en avant, Lens inaugura son hôtel de ville et sa nouvelle gare.
Le 25 février 1929, la banque industrielle et commerciale du nord de Lens fit faillite. Elle laissait un passif de plus d'un million de francs. Les victimes de cette faillite étaient toutes de petites gens.

### Front populaire à Lens
En 1920, au Congrès de Tours, socialistes minoritaires et les communistes majoritaires se séparèrent, les communistes rejoignirent la IIIe Internationale. En 1921, au congrès de Lille, le syndicat des mineurs se divisa lui aussi entre C.G.T. et C.G.T.U. de tendance communiste.
Mais, réformistes et unitaires ont fait de nouveau l’union en 1935, pour assurer le triomphe du Front populaire aux élections législatives de 1936. Eurent alors lieu les grèves avec occupation des fosses et usines qui se terminèrent par les Accords de Matignon.
Depuis le début des années 1930, les conditions de travail des mineurs se sont durcies par la mise en œuvre de la rationalisation du travail. Par  l'application « système Bedeaux », le travail du mineur était chronométré. La rémunération était fonction de la rapidité à effectuer les tâches. Ce système provoqua une baisse des salaires de 12 à 20 % selon les catégories. Des amendes étaient infligées au mineur qui n'atteignait pas le quota de charbon imposé. Les compagnies minières instaurèrent du chômage partiel (jusqu’à 90 jours par an pour certaines compagnies). La conséquence en fut la baisse du niveau de vie des mineurs de 40 %. Pour compenser ces pertes, les mineurs travaillaient plus, en prenant des risques. Les accidents du travail mortels augmentèrent passant de 48 ‰, en 1932 à  79 développement du chômage partiel (jusqu’à 90 jours par an dans certaines compagnies). Compte tenu de la crise économique, le niveau de vie des mineurs a baissé de 40 %. Pour compenser ces pertes, les mineurs travaillent plus dur, en prenant des risques. Les salaires au rendement usent la santé et multiplient les accidents mortels. En 1932, dans le Pas-de-Calais, ils s’élevaient à 48 ‰, passant à 79 ‰, en 1935. Du fait de la crise économique, les compagnies minières diminuèrent leurs effectifs : non-remplacement des mineurs âgés, renvoi des mineurs étrangers, dont les Polonais.
Après la victoire électorale du Front populaire, la grève éclata chez des mineurs de Wingles et de Liévin, le 4 juin 1936 et s’étendit ensuite à tout le bassin minier du Pas-de-Calais. Le 7 juin s'ouvrirent les négociations entre patronat et syndicat à l'hôtel de Matignon, à Paris, dans le climat de grève générale sur le tas, la négociation finale pour les mines eut lieu le 8 juin à Douai, la quasi-totalité des demandes ouvrières fut acceptée par le patronat : augmentation de 12 % du salaire pour toutes les catégories de mineurs, échelle de salaires unique pour tous les travailleurs du jour, augmentation du salaire minimum pour les ouvriers du fond de 32,90 francs à 34 francs par jour, disparition du chronométrage...

### Seconde Guerre mondiale, arrestation, déportation et extermination de Lensois
Lens subit des dégâts matériels de la guerre de 1939-1945, mais dans une moindre mesure que lors de la Grande Guerre. Après la débâcle des armées françaises de juin 1940, les départements du Nord et du Pas-de-Calais furent occupés par l'armée allemande jusqu'en septembre 1944.

#### Grande grève des mineurs de 1941
Au début de la Seconde Guerre mondiale, la ville hébergea le « comité central de grève » du premier des actes de résistance collective à l'occupation  allemande en France, et le plus massif en nombre, la grève patriotique des cent mille mineurs du Nord-Pas-de-Calais de mai-juin 1941, qui priva les Allemands de 93.000 tonnes de charbon pendant près de deux semaines, déclenchant 400 arrestations, des exécutions et la déportation de 270 personnes.

#### Rafle des Juifs de Lens

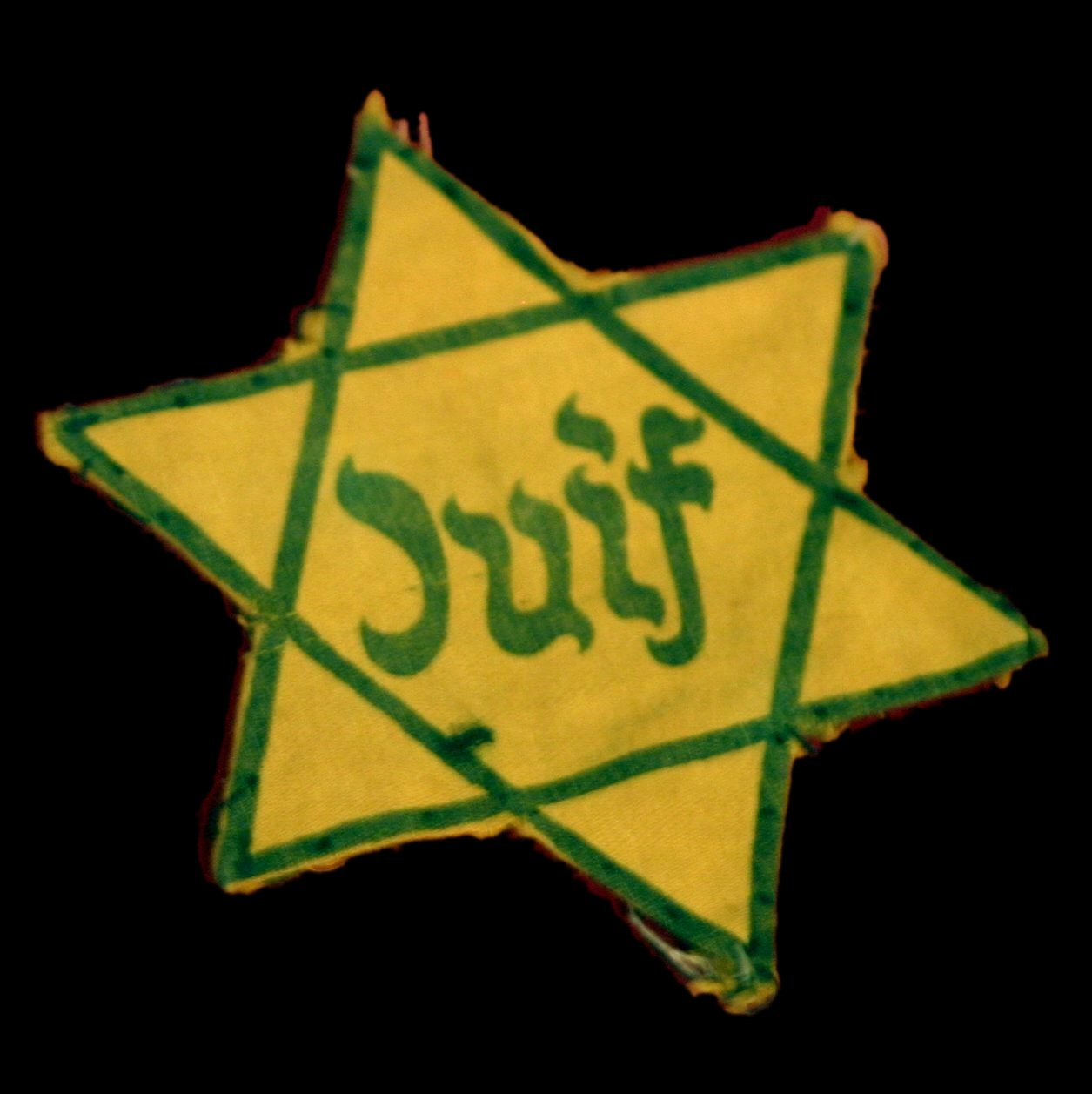
L'étoile jaune dont le port fut imposé aux Juifs de la Zone occupée à partir du 7 juin 1942.

La communauté juive de Lens se caractérise par son extrême concentration géographique. Arrivés d’Europe centrale et orientale pendant l'entre-deux-guerres 80 % d'entre eux habitaient la commune de Lens, sur 926 individus identifiés comme « Juifs » pendant la Seconde Guerre mondiale dans le bassin houiller de Lens, 772 étaient domiciliés à Lens. Pour la majorité d’entre eux, ils étaient vendeurs ambulants de vêtements et de tissus.
Une partie de la communauté juive étrangère était d'origine polonaise et était arrivée à Lens dans les années 1920, avec les autres Polonais employés dans les mines. Cela provoqua parmi les Lensois des réactions xénophobes et antisémites, notamment à la fin de l'entre-deux-guerres, avec la création en juillet 1938 d'un « Comité provisoire de défense du commerce français » qui dénonçait, par affichage, la venue d'un « NOUVEAU FLOT DE 300 000 JUIFS ÉMIGRÉS […] réparti entre la France, l’Angleterre et les États-Unis »  [sic].
Par une ordonnance du 18 novembre 1940, les autorités d'occupation instituaient un recensement des Juifs et une aryanisation des entreprises juives de la zone sous administration militaire de la Belgique et du Nord de la France dont dépendait Lens.
Dans la nuit du 10 au 11 septembre 1942, 528 juifs (dont 123 femmes et 288 enfants) furent raflés avec la complicité de la police française, et furent déportés à Auschwitz-Birkenau et y furent  exterminés pour la plupart. Il s'agit de la rafle du 11 septembre 1942 , la plus importante pour la région, où elle a lieu partout mais frappa particulièrement la communauté de Lens, qui n'a pu compter sur le soutien de la population. Selon les historiens N. Mariot et Cl. Zac qui ont analysé les archives départementales du Pas-de-Calais :
« Malgré l’exode d’une bonne moitié de la communauté dès mai 1940, le recensement de décembre 1940 dénombre encore 482 individus dits « israélites » dans le bassin. Moins de deux ans plus tard, celui du premier octobre 1942 n’en compte plus que treize. »
Une rue de Lens, a été nommée, dans les années 2000 : « rue des 528-Déportés-juifs », en mémoire de cette tragédie. Une plaque commémorative a également été posée en 2002 sur le quai numéro 1 de la gare où eut lieu l'embarquement dans le train vers Auschwitz.

#### Vers la Libération
Début décembre 1943, eut lieu à Lens la première réunion du comité départemental de libération du Pas-de-Calais.
La ville fut bombardée par les alliés le 22 avril 1944, ce qui provoqua la mort de 250 personnes.
La 2e armée britannique du général Dempsey libéra Lens le 2 septembre 1944, après, Amiens (31 août), Arras et Douai (1er septembre).

### Trente Glorieuses, la prospérité retrouvée
L'après-guerre vit la nationalisation des anciennes compagnies houillères avec l'ordonnance du 14 décembre 1944 du Gouvernement provisoire de la République française (GPRF) dirigé par le général de Gaulle.
Avec les Trente Glorieuses, la ville s'agrandit encore pour atteindre en 1962 les 42 733 habitants, puis accueillit de nombreux immigrés d'Afrique du Nord. Elle prit une importance suffisante pour scinder en deux l'arrondissement d'Arras, et créer en 1962 celui de Lens qui englobe sa conurbation minière de Lens avec entre autres les villes de Liévin, Carvin et Hénin-Beaumont. C'est son bassin houiller qui a permis à Lens de devenir une cité industrielle orientée vers la carbochimie (Mazingarbe, Drocourt, Vendin-le-Vieil) et la métallurgie (chaudronnerie, tréfilerie).

### Crise charbonnière et reconversion

#### Fin de l'activité charbonnière
Le recul de l'extraction du charbon, à partir des années 1960, puis l'arrêt total de l'extraction en 1990, a entraîné une grave crise de reconversion. Lens vit pendant une trentaine d'années sa population reculer, ses magasins et ses cinémas fermer et le chômage grimper. La commune de Lens connut un sévère déclin démographique passant de 42 590 h en 1962 à 30 689 h en 2016.
Depuis, la ville a diversifié ses activités industrielles autour de l'industrie textile, de la métallurgie, de la construction automobile et de l'industrie alimentaire, ainsi qu'autour des fonctions médicales (Centre hospitalier important), tertiaires (banques, centres d'appels), enseignement supérieur.
Deux bâtiments furent alors protégés en tant que monuments historiques : la gare (en forme de locomotive) inscrite en 1984 et la Maison syndicale des mineurs partiellement inscrite en 1996.

#### Reconversion
À partir d'octobre 1992, l'Université d'Artois implantée à Arras, Béthune, Douai, Lens et Liévin ouvrit ses portes.

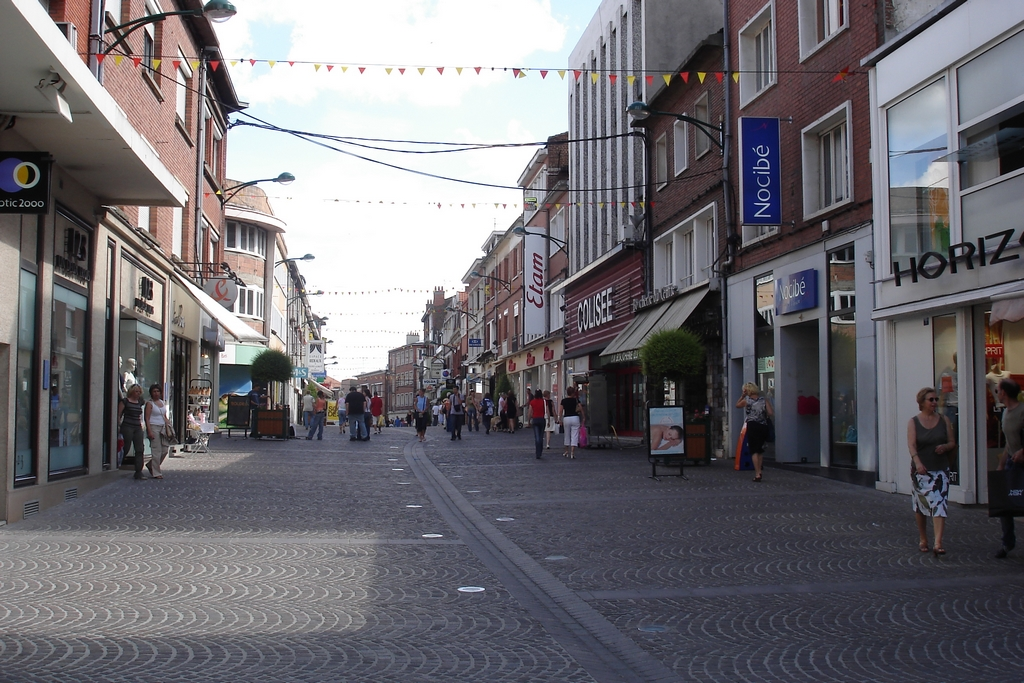
La rue de Paris dite « rue piétonne ».

La ville a néanmoins été classée neuvième ville la plus pauvre de France en 2010 par le Journal du Net en raison de l'importance du chômage (15,21 %* de la population active) et de la faiblesse de revenus de ses habitants (10 074,3 euros annuels en moyenne). En effet, plus de la moitié des foyers fiscaux y déclarent moins de 11 250 euros de revenus par an (revenu fiscal de référence).
L'Engagement pour le renouveau du bassin minier (ERBM) mis en oeuvre depuis 2017, est un programme de transformation du territoire du bassin minier. Prévu pour une durée de 10 ans, il implique l’État et les collectivités locales : la région Hauts-de-France, les départements du Nord et du Pas-de-Calais, ainsi que huit intercommunalités, dont celle de Lens-Liévin.
Dans le cadre de la « politique de la ville » la Communauté d'agglomération de Lens-Liévin bénéficie de mesures de transformation urbaine.
En 2020, on enregistra une légère reprise de la croissance démographique de la commune de Lens qui atteignait 32 458 habitants.
Le 30 mai 2023, fut inaugurée à Douvrin, la première gigafactory de fabrication de batteries électriques en France par Bruno Le Maire, ministre de l’Économie, Agnès Pannier-Runacher, ministre de la Transition énergétique et Roland Lescure, ministre délégué chargé de l’Industrie en présence d'élus allemands, italiens de Xavier Bertrand, président de la Région Hauts-de-France.

#### Louvre-Lens
Le 4 décembre 2012, est inauguré, le musée du Louvre-Lens, sur le site de l'ancienne Fosse n° 9 des mines de Lens. Ce deuxième Louvre, établissement autonome par rapport au Musée du Louvre accueille des expositions semi-permanentes représentatives de l'ensemble des collections du musée du Louvre, renouvelées régulièrement. Il accueille également des expositions temporaires. Les dépenses d'investissement du Louvre-Lens furent majoritairement prises en charge par la région (60 %), avec l'Union européenne (20 %), le conseil général du Pas-de-Calais (10 %) ainsi par la ville de Lens et la Communauté d'agglomération de Lens-Liévin. Le Louvre Lens est devenu le symbole de la reconversion du bassin minier.
Au musée s'ajoutent le Centre de conservation du Louvre, ouvert en 2019, destiné à la préservation des œuvres du Musée du Louvre estimées en péril en cas de crues centennales de la Seine et le Louvre-Lens Vallée, association créée en 2013 pour gérer le centre numérique agrégeant des startups à vocation culturelle situé à Lens dans l'ancienne école Paul-Bert. Enfin la Route du Louvre est une manifestation sportive internationale annuelle reliant Lille à Lens depuis 2006.